# La calul bălan

La calul bălan (titlul original Im weißen Rößl) este o operetă în trei acte de Ralph Benatzky.
Libretul operetei La calul bălan a fost scris de Ralph Benatzky, Hans Müller-Einigen și Erik Charell, după comedia romantică omonimă scrisă în 1896 de Oskar Blumenthal și Gustav Kadelburg, în care personaje principale sunt chelnerul-șef și frumoasa hangiță. 
Premiera a avut loc la Berlin pe 8 noiembrie 1930.
Datorită faptului că la realizarea muzicii acestei operete au mai colaborat Robert Stolz, cu câteva piese, Eduard Künnete, cu unele coruri, și Robert Gilbert, cu un șlagăr, Benatzky compunând totuși majoritatea numerelor muzicale, La calul bălan a fost denumit, la vremea apariției, un „uriaș singspiel-revistă-operetă-potpuriu”. Multe din melodiile compuse de Ralph Benatzky pentru această operetă au devenit la vremea lor șlagăre.

## Subiectul
Locul acțiunii este în Austria, la hotelul Weißes Rössl („Calul bălan”) din localitatea Sankt Wolfgang, de pe malul lacului Wolfgang, aflat în regiunea Salzkammergut.
Opereta prezintă povestea văduvei Josepha Vogelhuber și a chelnerului-șef Leopold care se îndrăgostește de aceasta. Josepha Vogelhuber, stăpâna hanului, deși a rămas văduvă de mai bine de trei ani, își conduce singură treburile firmei cu multă energie. În acest răstimp a schimbat cinci chelneri-șefi pentru că au îndrăznit să se îndrăgostească de ea, neglijându-și munca.
Proaspăt angajat, Leopold se îndrăgostește și el de Josepha și îi trimite cu discreție minunați trandafiri, „cercetași” ai dragostei, pe care ea îi poartă în corsajul rochiei. Parfumul lor îi sugerează însă cochetei hangițe chipul tânărului avocat Siedler, un vechi client al hanului. În aceste condiții, atmosfera devine, tot mai insuportabilă pentru îndrăgostitul Leopold, ceea ce îl determină să i se confeseze Josephei. Este și el concediat imediat. Acest lucru nu rezolvă situația, ci dimpotrivă, Leopold perseverează.